# Ilan Ramon

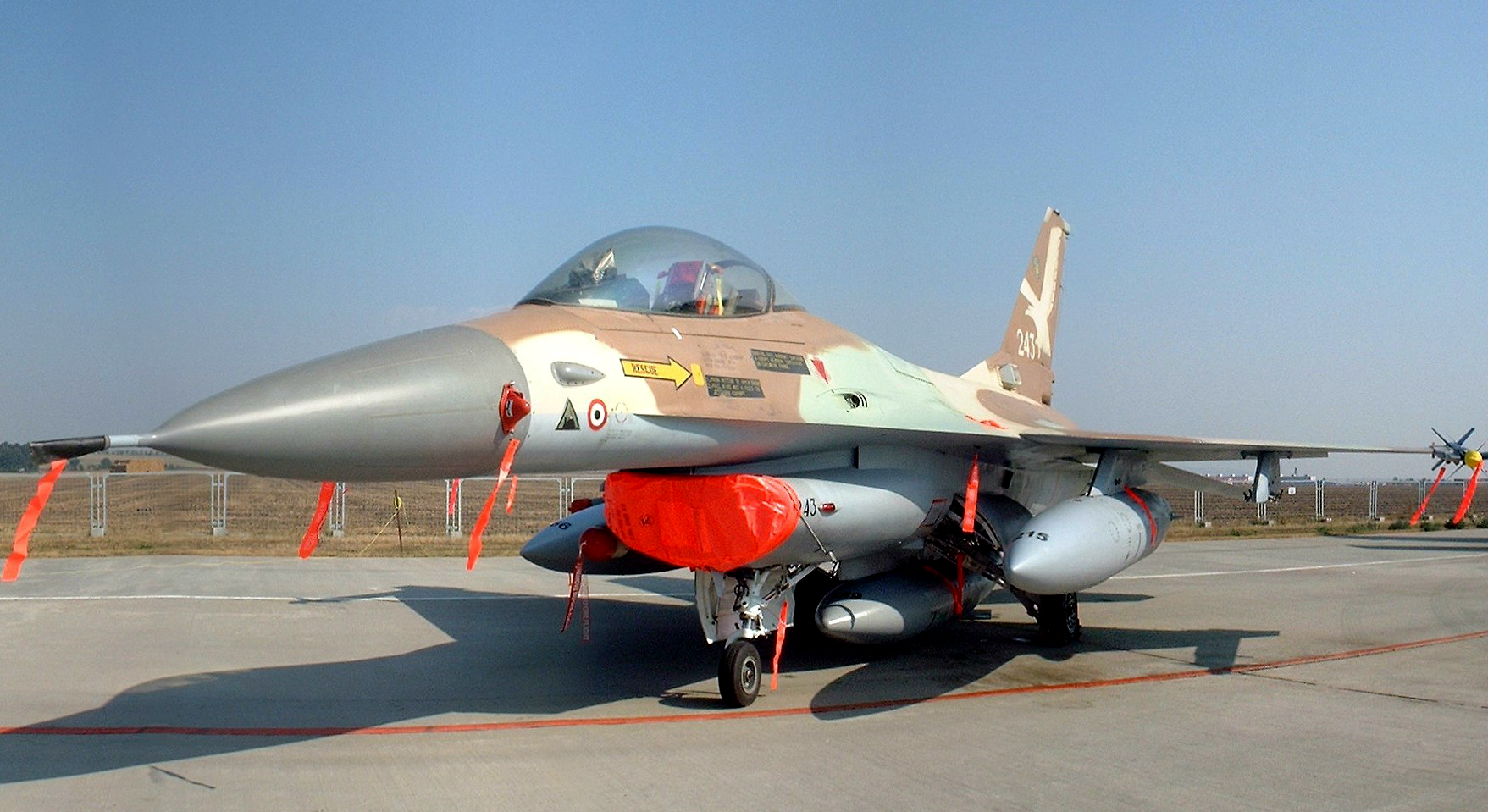
Die von Ramon geflogene F-16A Netz mit dem Dreieck-Symbol für den Angriff auf den irakischen Atomreaktor im Juni 1981

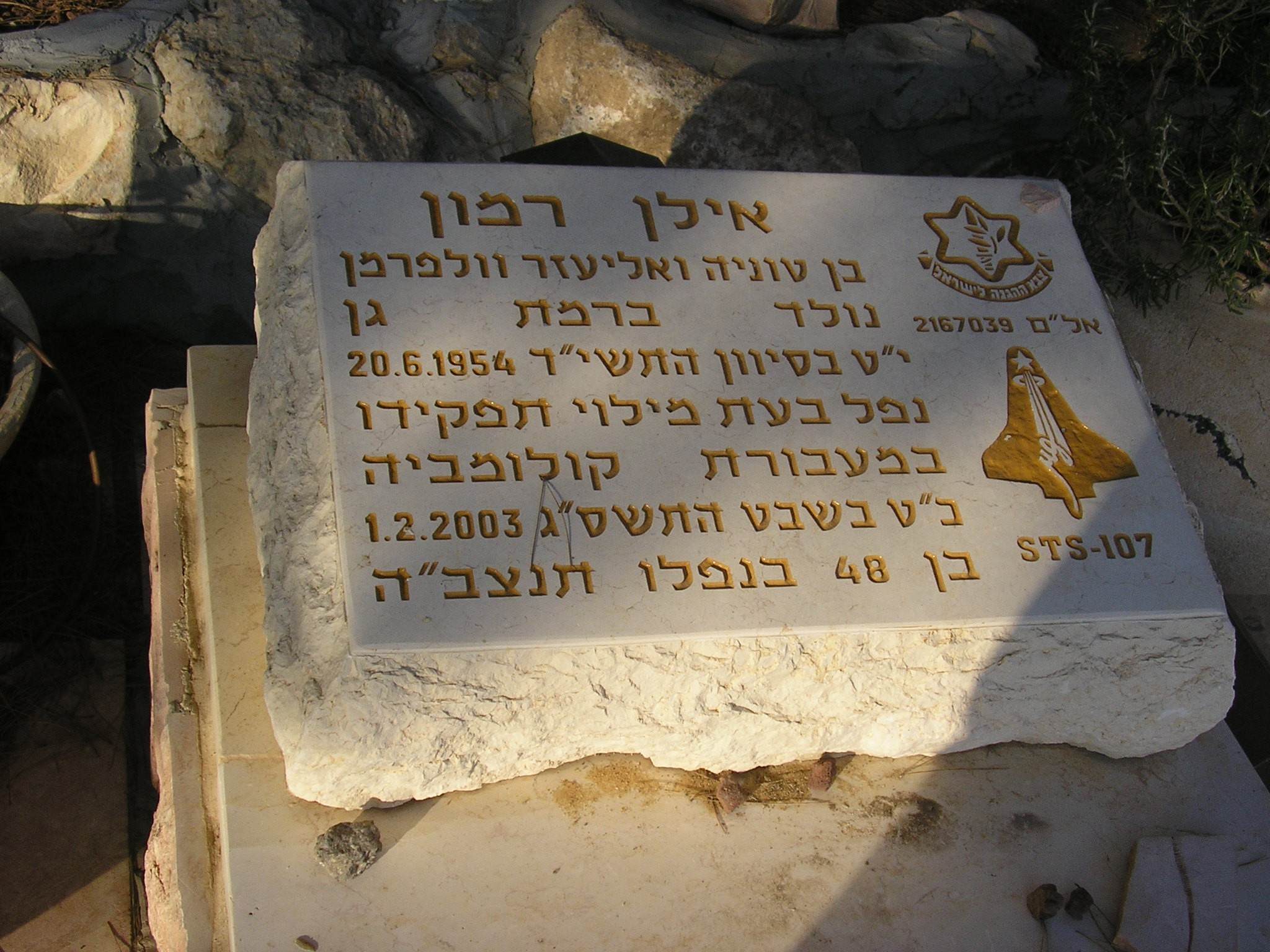
Ramons Grab in Nahalal

Ilan Ramon (hebräisch אילן רמון; * 20. Juni 1954 in Tel Aviv, Israel als Ilan Wolfermann; † 1. Februar 2003 über dem Süden der USA) war ein Oberst der israelischen Luftwaffe und der erste Raumfahrer seines Landes.

## Leben
Ramon wurde als Sohn einer Überlebenden des Konzentrationslagers Auschwitz geboren. Im Jahr 1962 zog er mit seiner Familie nach Beʾer Scheva und besuchte dort bis 1972 die Schule. Danach trat er in die Luftwaffe seines Landes ein und nahm im Herbst 1973 am Jom-Kippur-Krieg teil. Einer Ausbildung zum Kampfpiloten folgten Einsätze auf Jagd(bomben)flugzeugen der Typen A-4 „Skyhawk“ und Mirage III. Nach seinem Eintritt in die israelische Luftwaffe änderte er seinen Nachnamen von Wolfermann in Ramon.
Als die israelische Luftwaffe Anfang der 1980er Jahre die ersten F-16-Jagdflugzeuge erhielt, wurde Ramon in die USA geschickt. Auf der Hill Air Force Base in Utah absolvierte er einen Lehrgang für die „Fighting-Falcon“-Maschinen. Zurück in Israel wurde er für zwei Jahre zum stellvertretenden Kommandanten eines F-16-Geschwaders ernannt.
Wie erst nach seinem Tod bekannt wurde, war Ramon einer der acht Piloten, die im Rahmen der „Operation Opera“ im Juni 1981 einen Angriff gegen den irakischen Atomreaktor Osirak flogen. Die F-16-Staffel brach vom inzwischen aufgegebenen Stützpunkt Etzion im damals israelisch besetzten Sinai auf, legte über tausend Kilometer zurück und zerstörte den nahe Bagdad stehenden Reaktor, bevor dieser in Betrieb gehen konnte. Dabei wurde auch ein französischer Wissenschaftler getötet. Ramon war der jüngste Pilot der Staffel – drei Tage vor seinem 27. Geburtstag. Er war mit der Navigation betraut und hatte den Kurs des vierstündigen Einsatzes festgelegt. Genau ein Jahr später gehörte Ramon zu den Soldaten, die am israelischen Libanonkrieg 1982 beteiligt waren: israelische Truppen rückten zwischen April und September in den Libanon ein und belagerten für 70 Tage die Hauptstadt Beirut. 
Danach unterbrach Ramon seinen militärischen Dienst und begann zu studieren. Er schrieb sich an der Universität von Tel Aviv ein und belegte die Fächer Elektronik und Informatik. Nach vier Jahren wurde ihm 1987 der Bachelorgrad verliehen.
Im Jahr 1988 wurde Ramon einem F-4-„Phantom-II“-Geschwader zugeteilt, wo er zwei Jahre als Vizekommandant diente. Anschließend wurde er zum Kommandeur eines F-16-Geschwaders berufen, bevor er 1992 ins Materialbeschaffungsamt versetzt wurde: zunächst als Chef der Luftwaffenabteilung und zwei Jahre später als Leiter für Waffenentwicklung. Diese Position hatte er bis 1998 inne.

## Raumfahrertätigkeit

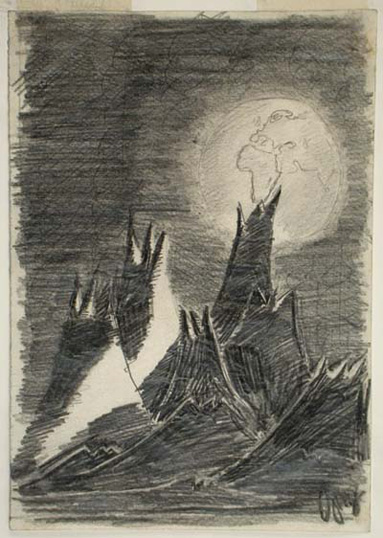
Mondlandschaft von Petr Ginz

Zusammen mit seinem Kollegen aus der Luftwaffe, Itzhak Mayo, wurde Ramon 1997 ausgewählt, als Nutzlastspezialist an einer Mission des Space Shuttles teilzunehmen. Die Kooperation auf dem Gebiet der Raumfahrt zwischen Israel und den Vereinigten Staaten geht auf ein Abkommen vom Dezember 1995 zurück. Schimon Peres, der damalige israelische Premierminister, und US-Präsident Bill Clinton vereinbarten weltraumgestützte Umweltschutzexperimente. Verbunden damit war die Teilnahme eines israelischen Raumfahrers.
Ramon und Mayo wurden im Mai 1997 von der Raumfahrtbehörde Israels ausgewählt – gesucht wurden Angehörige der Luftwaffe mit einem abgeschlossenen Studium in einem technischen oder wissenschaftlichen Fach – und begannen im Sommer des folgenden Jahres im Johnson Space Center der NASA das Training. Zusammen mit den Teilnehmern der 17. Astronautengruppe der NASA absolvierten die beiden den Grundkurs ab Sommer 1998.
Nachdem Ramon im Herbst 2000 für die Teilnahme am Shuttle-Flug STS-107 ausgewählt worden war, zogen die Israelis Mayo von den weiteren Vorbereitungen ab. Das Training des Reservemanns wurde ihnen zu kostspielig.
Zur Zeit von Ramons Auswahl 1997 war sein Raumflug für den Mai 2000 vorgesehen. Durch Verzögerungen im Shuttle-Programm wurde die Columbia-Mission immer wieder verschoben. Als die Besatzung Ende 2000 aufgestellt wurde, ging man von einem Start im Juli 2001 aus. Tatsächlich fand dieser jedoch erst Anfang 2003 statt. Zwei Wochen wurde an Bord wissenschaftlich geforscht. Im Spacehab-Modul nahmen die Astronauten über 80 Experimente vor, die rund um die Uhr liefen. Aus diesem Grund arbeitete die Mannschaft im Zwei-Schicht-Betrieb. Ramon gehörte mit Kommandant Husband sowie den Missionsspezialistinnen Chawla und Clark dem Roten Team an. Die übrigen Crewmitglieder stellten das Blaue Team. Bei der Rückkehr zerbrach die Raumfähre, nur 16 Minuten vor der geplanten Landung. Alle Astronauten an Bord kamen dabei ums Leben.
Eines der Experimente, um das sich Ramon besonders kümmerte, hatten Forscher seiner Alma Mater entwickelt: MEIDEX (MEditerranean Israeli Dust EXperiment) untersuchte die Frage, welchen Einfluss Staubpartikel in der Atmosphäre (Aerosole) auf die globale Erwärmung haben. Ramons Aufnahmen mit einer Multispektralkamera vom Mittelmeerraum und der Westküste Afrikas lieferten radiometrische Daten, die mit bodengestützten Informationen verknüpft werden und so ein Gesamtbild ergeben sollten.
Ilan Ramon wollte dokumentieren, was der Holocaust für ihn als Kind einer Auschwitzüberlebenden und sein Land bedeutete. Er wandte sich deshalb an Yad Vashem, weil er einen Gegenstand auf seinen Raumflug mitnehmen wollte, der an die Shoa erinnert. Die Jerusalemer Gedenkstätte wählte eine kleine Bleistiftzeichnung mit dem Titel „Mondlandschaft“ aus. Sie stammt von Petr Ginz, einem Juden, der 1944 nach zweijähriger Haft in Theresienstadt im Alter von 16 Jahren in Auschwitz ermordet wurde. Yad Vashem wählte die Zeichnung aus dem Jahr 1942 aus, weil Ramons Mutter und Großmutter ebenfalls in Auschwitz waren – und überlebten (Ramon nahm eine Kopie der „Mondlandschaft“ mit, das Original befindet sich weiterhin in Jerusalem). Außerdem nahm Ramon auch eine kreditkartengroße Mikrofiche-Bibel mit, die ihm Israels Präsident Mosche Katzav mitgegeben hatte, sowie einige Mesusot und eine Tora.
Ramon war nicht der erste Jude, der in den Weltraum flog, aber er bat als Erster, koscheres Essen mit an Bord nehmen zu dürfen. Daneben wollte er versuchen, den Sabbat einzuhalten. Er wollte damit seine Verbundenheit mit allen Juden symbolisieren, denn religiös war er nicht.
Ramon, der nach seinem Flug mit seiner Familie eine neue Wohnung in Ramat Gan beziehen wollte, hinterließ seine Frau Rona und vier Kinder. Die Überreste seines Leichnams wurden nach Israel überführt und zehn Tage nach dem Absturz der Raumfähre in Nahalal beigesetzt, unweit des Grabes von Mosche Dajan.

## Tod
Ilan Ramon starb gemeinsam mit sechs weiteren Besatzungsmitgliedern, als die Raumfähre Columbia am 1. Februar 2003 beim Wiedereintritt in die Erdatmosphäre auseinanderbrach.

## Sonstiges
Zum Gedenken wurden der Asteroid (51828) Ilanramon, eine Erhebung auf dem Mars (Ramon Hill), der kleine Krater Ramon auf dem Mond und (am dritten Jahrestag seines Todes) ein Hügel im Ramon-Krater nahe der israelischen Kleinstadt Mitzpe Ramon nach Ilan Ramon benannt. 2004 wurde ihm postum die Congressional Space Medal of Honor verliehen.
Ramons Sohn Assaf, ebenfalls ausgebildeter Kampfpilot, kam im September 2009 mit 21 Jahren bei einem Absturz eines Militärflugzeuges ums Leben. Er hatte beabsichtigt, als Astronaut den Weg seines Vaters zu vollenden.
Seine Witwe, Rona Ramon, gründete die Ramon‐Stiftung, die im Namen von Ilan und Assaf Ramon Kindern und Jugendlichen die Raumfahrt näherbringt.
Der am 21. Januar 2019 eröffnete internationale Flughafen von Eilat wurde nach Ramon und seinem Sohn Assaf benannt. Der Ramon-Flughafen ersetzt den bisherigen kleinen Flughafen J. Hozman in der Stadt und hat eine Kapazität von jährlich 2,5 Millionen Passagieren.
2019 erhielt seine ein Jahr zuvor verstorbene Witwe, Rona Ramon, posthum den Israel-Preis.
Am 29. Mai 2024 wurde das handgeschriebene Tagebuch, welches er an Bord geführt hatte, der Israelischen Nationalbibliothek übergeben, nachdem es zuvor vom Israel-Museum mit Unterstützung der polizeilichen Forensik restauriert und konserviert worden war. Das Tagebuch enthält neben Einträgen zu seinen Tagesroutinen und Forschungen auch Angaben zu den jüdischen Praktiken, die er dort pflegte. So gehörten zu weiteren Überresten aus seinem persönlichen Besitz, die gefunden wurden, auch eine kleine Tora-Rolle, die aus dem KZ Bergen-Belsen gerettet worden war, Wein für den Sabbath, die Kopie des Bildes von Petr Ginz sowie ein Brief seines Sohns Assaf.